# Base Aérea Wright-Patterson
Base Aérea Wright-Patterson (original:Wright-Patterson Air Force Base) (IATA: FFO, ICAO: KFFO, FAA LID: FFO) é uma base da Força Aérea dos Estados Unidos (USAF) localizada no estado norte-americano de Ohio, nos Condados de Greene e de Montgomery, oito milhas (13 km) a nordeste do distrito comercial de Dayton. Parte da base é localizada ao longo dos limites da cidade de Riverside, sendo também adjacente às cidades de Fairborn e Beavercreek. O nome da base vem dos irmãos Wright, que usaram a parte da pradaria de Huffman que se tornou o campo de testes Wright-Patterson, e Frank Stuart Patterson, filho e sobrinho dos co-fundadores da National Cash Register (NCR), que morreu em 19 de Junho de 1918 na queda do seu Airco DH.4 no Campo de Wilbur Wright.
Em 1995, as negociações para acabar a Guerra da Bósnia foram realizadas na base, o que resultaram no Acordo de Dayton que acabou a guerra.
Wright-Patterson é o quartel general do Comando de Material da Força Aérea ("Air Force Material Command"), um dos maiores comandos da Força Aérea. Wright-Pattersoné também onde se localiza um grande Centro Médico (hospital) da USAF, o Instituto de Tecnologia da Força Aérea (AFIT - "Air Force Institute of Technology"), e o Museu Nacional da Força Aérea dos Estados Unidos ("National Museum of the United States Air Force"), anteriormente conhecido como Museu da Força Aérea dos Estados Unidos ("U.S. Air Force Museum").
É também onde fica baseada a "445th Airlift Wing" do Comando da Reserva da Força Aérea ("Air Force Reserve Command"), uma unidade de Comando de Mobilidade Aérea que voa a aeronave cargueira C-5 Galaxy. A base "Wright-Patterson" é também o quartel general do Centro de Sistemas Aeronáuticos e do Laboratório de Pesquisas da Força Aérea dos Estados Unidos.
A base inteira é uma região censo-designada pelo censo de 2000, embora os dados estatísticos tenham então incluído esta parcela para a cidade de Riverside, nos totais do Condado de Montgomery. Na época do censo de 2000, a base tinha uma população residente de 6 656 pessoas. A força de trabalho permanente na WPAFB em 30 de setembro de 2005 contabilizava 5 517 militares e 8 102 civis.
"Wright-Patterson" é anualmente a sede da Maratona da Força Aérea dos Estados Unidos ("United States Air Force Marathon") que ocorre no fim de semana mais próximo à data de aniversário da Força Aérea dos Estados Unidos.

## Demografia
Em 2010, Wright-Patt tinha no total 27.406 empregados militares, civis, e contratos. Segundo o censo norte-americano de 2000, a sua população era de 6656 habitantes.

## Geografia
De acordo com o United States Census Bureau tem uma área de
30,5 km², dos quais 30,3 km² cobertos por terra e 0,2 km² cobertos por água.

## Localidades na vizinhança
O diagrama seguinte representa as localidades num raio de 12 km ao redor de Wright-Patterson AFB.